# Asociación Deportiva San Juan
La Asociación Deportiva San Juan fue un club de fútbol español del zaragozano barrio rural de San Juan de Mozarrifar de la capital aragonesa. Se fundó en 1967 bajo el nombre de San Juan Club de Fútbol. En 2021 se le apartó de la competición tras su descenso administrativo de la Tercera División, y ese mismo año se oficilizó su desaparición.

## Historia
Originalmente la entidad de San Juan de Mozarrifar se conoció bajo el nombre de San Juan Club de Fútbol y compitió en las categorías regionales aragonesas hasta 1952, año en que cesó su actividad. Fue refundado, con la misma denominación, en 1967, aunque su andadura duró hasta 1985, cuando causó de nuevo baja. Ya entrados los años noventa se refundó la institución; concretamente fue en el año 1992 bajo el actual nombre de Asociación Deportiva San Juan.
Hasta finales de los años 2010 siguió como un conjunto más de las divisiones regionales aragonesas. Sin embargo, para el final de la década se dio un impulso a la institución con Mariano Casasnovas en la presidencia y Juan Carlos Ruiz de Lazcano "Chirri" en la dirección deportiva. Así, como campeón del Grupo II de la Regional Preferente de Aragón en la temporada 2017-18, debutó en categoría nacional en la Tercera División para la 2018-19. En esta campaña se convirtió en el equipo revelación del grupo aragonés y mantuvo un gran nivel. En la siguiente temporada quedó a tan sólo cinco puntos del play-off de ascenso a Segunda División B.
Sin embargo, muy pronto llegaron los problemas para la entidad del Gállego. Tras varias incomparecencias en el comienzo de la temporada 2020-21, la directiva no se hizo cargo de los impagos de la temporada anterior, por lo que, según la reglamentación, no podía inscribir jugadores en la plantilla. Definitivamente el San Juan fue descendido administrativamente de categoría, mientras la junta directiva desapareció sin asumir ninguna responsabilidad y dejando diferentes impagos a jugadores y al cuerpo técnico, que ni siquiera llegaron a formalizar sus contratos.
El futuro del club, con una importante estructura de fútbol base, está en entredicho, y queda claro que el primer equipo, si lo hubiera, competiría en Regional Preferente en la temporada 2021-22, con la privación de derecho de ascenso a la Tercera División durante la misma.

## Estadio
La Asociación Deportiva San Juan disputaba sus partidos en el campo municipal de fútbol El Gállego, inaugurado en el año 1995 y dotado de césped artificial desde 2010.

## Uniforme
- Uniforme titular: Camiseta roja, pantalón negro y calzas negras.
- Uniforme alternativo: Camiseta, pantalón y calzas negras.

## Datos del club
- Temporadas en Tercera División: 3.
- Clasificación histórica de la Tercera División: 1348º.

## Palmarés

### Campeonatos regionales
- Regional Preferente de Aragón (1): 2017-18 (Grupo 2).
- Segunda Regional Preferente de Aragón (1): 1974-75.
- Segunda Regional de Aragón (1): 2010-11 (Grupo 1).
- Subcampeón de la Primera Regional de Aragón (1): 2016-17 (Grupo 2).